# Montegrosso Pian Latte
Montegrosso Pian Latte es una localidad y comune italiana de la provincia de Imperia, región de Liguria, con 136 habitantes.

## Evolución demográfica
| Gráfica de evolución demográfica de Montegrosso Pian Latte entre 1861 y 2001 |
|                                                                              |
| Fuente ISTAT - elaboración gráfica de Wikipedia                              |